# Nacistički koncentracijski logori
Nacistička Njemačka otvarala je i držala koncentracijske logore diljem svojih teritorija prije i za vrijeme Drugog svjetskog rata. Prvi nacistički logori javljaju se tijekom prve polovice 1933. godine nakon što je Hitler izabran za kancelara. Hitlerova stranka preuzela je kontrolu nad policijom uz pomoć ministra unutarnjih poslova Wilhema Fricka te Hermanna Göringa. Originalna ideja i smisao logora bio je politički progon i zatvaranje neistomišljenika, a procjenjuje se da je do početka rata u logorima držano preko 45 000 osoba.
Himmlerova zloglasna tajna policija preuzela je potpunu kontrolu nad tadašnjom državnom policijom i koncentracijskim logorima u razdoblju od 1934. – 1945. Nakon nekog vremena Himmler je proširio ulogu logora, odnosno u njih je smještao židove, kriminalce, homoseksualce, katolike, protestante, Slavene, invalide, Rome i dr. 
Nadzor i regulaciju rada logora provodilo je takozvani Inspektorat za koncentracijske logore (njem. Inspektion der Konzentrationslager), a od 1942. godine nadzor provodi jedan od ureda SS-a. 
Postoji razlika između koncentracijskih  logora i logora smrti. Koncentracijski logori služili su za eliminaciju, mučenje i zatvaranje političkih i inih neistomišljenika i nearijevaca, dok su logori smrti služili isključivo za etničko čišćenje, najčešće židova. Krajnji cilj koncentracijskih logora, odnosno logora smrti je isti – fizička eliminacija, odnosno ubojstvo.
Najveći i najpoznatiji logori su bili: Auschwitz-Birkenau, Belzec, Buchenwald, Dachau, Majdanek, Treblinka i dr.

## Predratno razdoblje
Kad su nacisti preuzeli vlast u Njemačkoj, jedan od ciljeva bio je brza i učinkovita eliminacija i neutralizacija političkih neistomišljenika, odnosno opozicije. Prvotni progon i strah kreirani su od strane zloglasnih sudova  Sondergerichte koji su sudili po direktnim naputcima i zakonima nacističke stranke i samog Hitlera. Sudovi su provodili sustavnu diskriminaciju i oštro kažnjavali sve političke protivnike i neistomišljenike koji se nisu slagali s načelima nacista.
Prvi koncentracijski logor osnovan je 1933. godine pod imenom Dachau. Nacisti su putem medija izvijestili narod da logor može zaprimiti oko 5000 ljudi, primarno komunista i po potrebi socijaldemokrata za koje se procijeni da su protivnici režima i neprijatelji Njemačke. 26. lipnja 1933. godine Himmler je postavio novog upravitelja logora, Eickea (Eicke je godinu kasnije postavljen za prvog inspektora Inspektorata za koncentracijske logore. Dachau je služio kao prototip i primjer prosječnog nacističkog koncentracijskog logora. Medijska izvještavanja ukazuju na to kako niti jedan sloj društva nije bio pošteđen od odlaska u Dachau, odlazili su svi protivnici i neistomišljenici.
Između 1933. i 1945. godine preko 3,5 milijuna njemačkih građana prisilno je odvedeno u neki od koncentracijskih logora zbog političkih razloga, a 77 000 ih je ubijeno. Mnogi od ubijenih služili su u vojsci ili nekoj drugoj državnoj instituciji, a ubijani su zbog straha od pokušaja unutarnjeg rušenja režima i mogućih zavjera protiv vladajuće stranke.
Nakon 1936. godine pa sve do početka rata glavna svrha koncentracijskih logora bila je rasna prevencija, odnosno purifikacija njemačkog društva. Nakon 1936. godine broj logora i ukupni broj zarobljenika višestruko raste, a broj Židova naglo se povećava 1938. godine, da bi do samog početka rata postupno padao pošto su isti često bili oslobođeni.

## Razdoblje Drugog svjetskog rata
Nakon početka rata, koncentracijski logori bili su mjesta na koja su prisilno odvedeni milijuni ratnih zarobljenika, od vojnika do civila. Tijekom rata, rast broja koncentracijskih logora pratio je Njemačka osvajanja po Europi. Prema podacima tadašnjeg Njemačkog ministarstva pravosuđa, na cijelom okupiranom teritoriju u funkciji je bilo preko 1200 logora i podlogora, odnosno manjih logora koji su bili pod administrativnom upravom većih.  Židovski akademici i povijestničari pak procjenjuju kako je broj logora bio višestruko veći, odnosno oko 15 000 tvrdeći kako su se mnogi logori zatvarali i otvarali po potrebi.
Logori su postavljani blizu velikih i gusto naseljenih urbanih sredina, često fokusirani na područja s većinskim židovskim, poljskim i romskim stanovništvom, te područjima gdje su stanovali pristaše komunizma.
1942. godine SS je izgradio mrežu logora smrti i u njima provodio sustavno etničko čišćenje zatvorenika. Zatvorenici su najčešće ubijani toksičnim plinovima.
Nakon završetka rata većina logora je zatvorena ili prenamijenjena. Određeni broj logora pretvoren je u muzeje, dok je određeni broj njih služio sovjetima za daljnje zadržavanje njemačkih ratnih zarobljenika i deklariranih nacista.

## Tretman zarobljenika
U većini kampova zatvorenici su bili prisiljeni nositi oznake u boji ovisno o kategorizaciji. Crvene oznake nosili su pristaše komunizma i ostali politički zatvorenici, zeleni trokut nosili su kriminalci, rozu boju homoseksualci, ljubičastu Jehovini svjedoci, crnu osobe nesposobne za rad (invalidi, duševni bolesnici, beskućnici, prostitutke i dr.), žute židovi i smeđe Romi.
Većina smrtno stradalih zatvorenika umrli su od zlostavljanja, bolesti, izgladnjivanja i pretjeranog rada ili su direktno smaknuti. Zatvorenici su prisilno zatvarani i najčešće transportirani vlakovima (prijevoz je trajao i po nekoliko dana, odnosno tjedana). U vagonima (često onima koji su služili za prijevoz stoke) su vladali nehumani uvjeti. Prenapučenost i nedostatak vode i hrane uzrokovali su smrt mnogo zatvorenika prije nego što bi uopće došli do koncentracijskog logora.
Prije kraja rata, mnogi kampovi prenamijenjeni su i postali su centri za medicinske eksperimente i istraživanja. Eksperimenti su uključivali genetičke modifikacije, izloženost zamrzavanju, stavljanje zatvorenika u ekstremne uvjete i sl.

## Homoseksualci u logorima
LGBT populacija bila je iznimno diskriminirana od strane NSDAP-a tijekom cijele vladavine. Ljudi su zbog vlastite seksualne orijentacije završavali u zatvoru ili koncentracijskim logorima. Ovakva politika osobito je vrijedila za homoseksualne muškarce, dok homoseksualne žene često nisu procesuirane (zabilježen je određeni broj procesuiranih homoseksualnih žena koje su u zatvorima ili sl. ustanovama završavale pod krinkom anti-socijalnog ponašanja). Procjenjuje se da je oko 100 000 homoseksualnih muškaraca i žena procesuirano (i zatvarano bez poštenog suđenja) i zatvoreno zbog svoje seksualne orijentacije (čl. 175 tadašnjeg njemačkog kaznenog zakona).
Homoseksualni muškarci prolazili su kemijsku kastraciju te su na istu često dobrovoljno pristajali u nadi da će nakon toga biti oslobođeni. Nakon završetka kastracije najčešće su bili ponovno uhićeni i odvedeni u koncentracijske logore.
Homoseksualni muškarci najčešće su dobivali najteže fizičke poslove te ih je mnogo umrlo od teškog i napornog rada, odnosno izgladnjivanja. SS je vodio politiku kojoj je bio cilj razbijanje homoseksualnog duha zatvorenika putem teškog i napornog rada, a sve pod direktnom naređenju i odobrenju Henricha Himmlera. Homoseksualni muškarci su osim od strane SS-a bili mučeni i loše tretirani od strane samih zarobljenika.
U koncentracijskom logoru Sachenhausen kraj Berlina, u razdoblju od 1936. do 1945. godine zarobljeno je bilo više od 200 000 političkih zarobljenika od kojih je otprilike 1200 osoba zatvoreno pod optužbom sa su homoseksualci. Tijekom operativnog razdoblja ukupno je počinjeno 222 samoubojstva od kojih su 14 bili homoseksualci. Heteroseksualne osobe imale su boj samoubojstava od 111 na 100 000 zarobljenika dok je za homoseksualce taj broj iznosio 1167 na 100 000 zatvorenika.

## Vrste logora
1. Rani logori su uglavnom građeni bez suvremene infrastrukture i bili su razasuti diljem tadašnje Njemačke. Služili su uglavnom za zarobljavanje i eliminaciju političkih neistomišljenika. Određeni broj logora nije bio direktno podređen vlastima nego paravojnim postrojbama nacista ili lokalnoj policiji.
2. Državni logori nadzirani su od strane nacističke stranke, odnosno SS-a. Služili su kao prototip budućih logora. Do 1935. godine brojili su preko 100 000 zarobljenika.
3. Zatočenički logori (njem. Geisellager), poznati još i kao policijski zatvori, služili su za držanje i maltretiranje uhićenih osoba, uglavnom kriminalaca.
4. Radni logori (njem. Arbeitslager) bili su koncentracijski logori u kojima su zarobljenici radili teški rad u neljudskih uvjetima. Određeni broj radnih logora bili su tzv. podlogori, odnosno logori građeni u okolici velikih logora.
5. Logori ratnih zarobljenika (eng. Prisoner-of-war camp; njem. Kriegsgefangenen-Mannschafts-Stammlager) bili su logori u kojima su se držali ratni zarobljenici, odnosno saveznički vojnici.
6. Logori za preodgoj služili su za preodgoj i nacističku indoktrinaciju neistomišljenika.
7. Tranzitni logori služili su za privremeni smještaj svih zatočenika. U tranzitnim logorima vršila se preraspodjela zatvorenika ovistno o kategorizaciji i vrsti logora u koji će ići.
8. Logori smrti (njem. Vernichtungslager) služili su za sustavno etničko čišćenje i provođenje genocida nad nearijevskim civilima i zarobljenicima. Imali su plinske komore u kojima su se vršile masovne egzekucije zatvorenika.